# Puesto de Castro
Puesto de Castro é uma comuna da província de Córdoba, na Argentina.